# 小川行雄
小川 行雄（おがわ ゆきお、1952年11月26日 - ）は、日本の元騎手。

## 来歴
兄は競馬ニホン元社員で、小川も中学時代は競馬ニホンで新聞配達のアルバイトをしていた。
栗東・吉永猛厩舎の門下生となり、1972年3月4日の阪神第1競走4歳未勝利・ギャラントジョオー（14頭中9着）で初騎乗を果たし、7月22日の小倉第5競走4歳未勝利・ビクトリアローズで初勝利を挙げる。1年目の同年は夏の小倉で初勝利を勝利を含む3勝を記録したほか、秋の京都では上野清章から乗り替わったヤマニサキミドリで障害戦を連勝し、5勝をマーク。
2年目の1973年にはヤマニサキミドリで阪神障害ステークス（春）3着に入ったほか、後に調教師として活躍する橋口弘次郎厩務員兼調教助手が担当したハクサンホマレに久保一秋の乗り替わりで2戦騎乗し、初騎乗の11月10日の京都第10競走衣笠特別ではスカイリーダの2着に入った。
1973年は6勝も平地は1勝に終わり、3年目の1974年は障害だけで2年連続6勝を挙げた。
1975年には京都大障害（春）でヤマニカツオーに騎乗しグランドマーチスの3着、ハクサンホマレでCBC賞3着に入り、自己最多で唯一の2桁勝利となる10勝をマーク。
1976年にはデビュー前に吉永が声がかからず「ただでもいいから預かってくれ」と頼まれたラッキーオイチの引退レースに騎乗したほか、京都大障害（春）ではグランドマーチスと同じく引退レースのワンダーオーで2着に入った。
1977年は1勝に終わったが、ファンドリナイロで阪神障害ステークス（春）2着、イコマエイカンの初仔グレイトファイターでは金鯱賞で人気薄でぶっ飛んだ柴田光陽のマチカネライコーの4着に入った。
1981年5月23日の阪神第12競走5歳以上800万下・マツノカザンで最後の勝利を挙げ、同馬に騎乗した6月13日の中京第12競走（8頭中5着）を最後に現役を引退。
引退後は国内屈指の競走馬育成施設「テンコー・トレーニングセンター」場長を務め、メイセイオペラに深く関わった。
テンコー・トレーニングセンターでは地方馬が預けられるケースはほとんどない中、小川は「どんな競走馬でも強くするのが私の仕事」と、快くメイセイオペラのトレーニングを引き受けた。

## 騎手成績
| 通算成績 | 1着 | 2着 | 3着 | 4着以下 | 出走回数 | 勝率 | 連対率 |
| -------- | --- | --- | --- | ------- | -------- | ---- | ------ |
| 計       | 54  | 69  | 53  | 467     | 643      | .083 | .208   |